# Pesca con cianuro

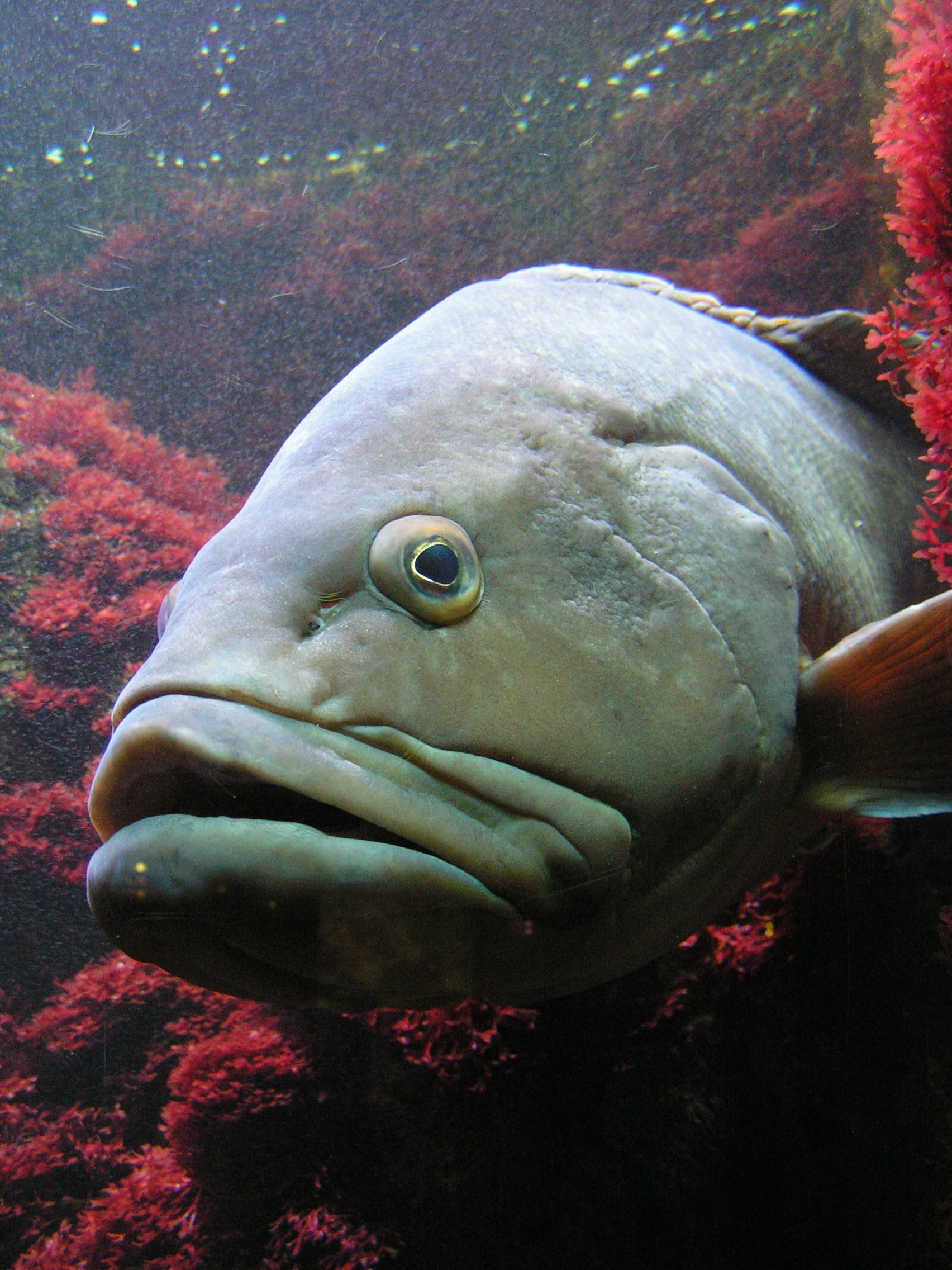
Dusky Grouper

La pesca con cianuro o, genéricamente, pesca con veneno es una forma ilegal de pesca (considerada caza furtiva), común en el Sureste Asiático, que usualmente utiliza el compuesto químico cianuro de sodio. Desde el año 2000, un aumento en las restricciones a la pesca con explosivos ha significado un crecimiento de este método que, particularmente, puede ser empleado sin generar ruido. el uso de cianuro como técnica pesquera fue documentada por primera vez en Filipinas en 1962. Se estima que 150.000 kilogramos de cianuro es usado anualmente en Filipinas para el comercio con acuarios, mientras que más de un millón de kilogramos han sido utilizados desde la década de 1960.
En el agua de mar, el cianuro de sodio se descompone en iones de sodio y de cianuro. En los seres humanos, estos últimos bloquean la proteína transportadora de oxígeno, hemoglobina; la concentración de hemoglobina en los peces está estrechamente relacionada con la de los seres humanos, y puede combinarse con el oxígeno aún más rápido. A través de la combinación irreversible de los iones de cianuro en el dominio proteico activo, al oxígeno se le impide llegar a las células, resultando un efecto similar a la intoxicación con monóxido de carbono. Los pólipos de coral, los peces jóvenes y las huevas son más vulnerables, mientras que los peces adultos pueden soportar dosis algo mayores. Es sabido que el uso de cianuro causa la mortalidad de corales en laboratorios en dosis medidas, sin embargo, estos datos son muy difíciles de cuantificar en lo que respecta a las poblaciones silvestres. En los seres humanos la ingestión o inhalación de cianuro conduce a la pérdida de conocimiento dentro de un minuto; luego de ello, asfixia. Las dosis más bajas conducen a la discapacidad temporal o permanente, y/o insuficiencia sensorial, lo que es un peligro constante para los pescadores.
Generalmente, los pescadores bucean en el mar sin la ayuda de respiración artificial, aunque algunos usan aparatos ilegales y altamente peligrosas donde el aire comprimido es enviado por delgados tubos de respiración. Cuando llegan a los arrecifes de coral, rocían con una botella atomizadora las tabletas de cianuro de sodio trituradas y disueltas en agua entre las capas individuales del arrecife, tras lo cual se recogen los peces atontados por el veneno. Los peces comestibles, se colocan primero entre diez a catorce días en agua dulce para el "lavado", luego de lo cual unos se venden para el consumo general y otros se destinan a acuarios. Estudios recientes han demostrado que la combinación del uso del cianuro y el estrés post captura produce una mortalidad de hasta un 75% de los organismos dentro de menos de 48 horas después de la pesca. Con un número tan alto de mortalidad, un mayor número de peces deben ser capturados a fin de complementar las especies que morirán.
Los peces de coral más coloridos, aquellos particularmente excéntricos y poco comunes son envasados en bolsas de plástico, aproximadamente hasta dos tercios de estos peces mueren durante el transporte. Según estimaciones, entre el 70 a 90% de los peces de acuario exportados desde Filipinas se capturan con cianuro. Debido al estrés post captura y los efectos del cianuro, los peces están obligados a tener una vida más corta de lo habitual en acuarios.
Muchas zonas de pesca y buceo en el sudeste asiático, ya severamente dañadas por el impacto de la pesca con dinamita, se han arruinado o perdido por completo a causa la pesca con cianuro. La mayoría de los corales de lento crecimiento, en particular las variedades dendríticas, constituyen un área de seguridad particularmente importante para los peces jóvenes y los huevos, pero ahora están desapareciendo. Aunque la mayoría de los métodos de pesca legal e ilegal no pueden por sí solos destruir un ecosistema estable, tras los efectos de la sinergia, se ha producido una ruptura casi total de grandes zonas costeras, las que antes eran excelentes zonas de pesca.